# Mira B
Mira B, eller VZ Ceti, i Valfiskens stjärnbild är en vit dvärg som är följeslagare till den röda jättestjärnan Omikron Ceti, eller Mira (A). Mira A bildar prototyp-stjärna för Mira-variablerna, en typ av pulserande variabla röda jättar. Mira B är en flarestjärna (UV) som varierar i magnitud 6,8-12,95. Variationerna upptäcktes 1918 och bekräftades 1923 av den amerikanske astronomen Robert Grant Aitken.
Mira B befinner sig på ett avstånd av mindre än en bågsekund från den röda jätten. Den är en subdvärg med ungefär den dubbla massan i jämförelse med Mira A. Mira A och Mira B är ett symbiotiskt system där dvärgen samlar på sig massa från den röda jätten under dess utbrott. Mira B upptäcktes med Rymdteleskopet Hubble 1995, när den låg 70 astronomiska enheter från moderstjärnan Mira A. Omloppstiden är ungefär 400 år.

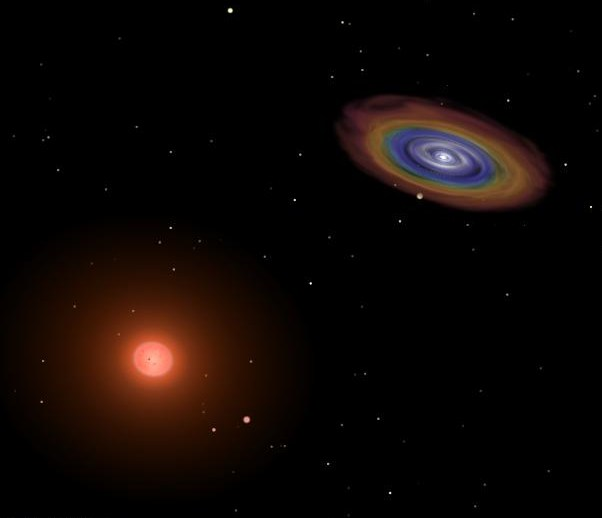
MiraA och Mira B gestaltade av konstnären.